# Tatort: Die offene Rechnung
Die offene Rechnung ist ein österreichischer Fernsehkrimi von Leo Frank aus dem Jahr 1987. Er entstand als 188a. Folge der Kriminalreihe Tatort. Er gehört zu den 13 Folgen, die vom ORF außerhalb der offiziellen Tatort-Reihe ohne die ARD produziert und in der Erstausstrahlung nur in Österreich gesendet wurden.

## Handlung
Bei einem illegalen Kartenspiel im Hinterzimmer eines Rotlichtlokals geraten die beiden Spieler Silbermeier und Swoboda über angeblichen Spielbetrug Swobodas in Streit, Silbermeier erschießt Swoboda schließlich und beruft sich nach seiner Festnahme auf Notwehr. Ein Großteil der hohen Geldsumme, die der Tote bei sich getragen hatte, ist Falschgeld. Der gerade aus dem Gefängnis entlassene Hans Wieser sucht währenddessen eine Bleibe, da er zurzeit im Obdachlosenasyl lebt. Er saß wegen der Verbreitung von Falschgeld im Gefängnis. Er sucht abends seine Freundin Lotte auf, die in einer Bar arbeitet. Er will sich an einem Amerikaner mit dem  Namen „Roger Brown“ rächen, der ihn damals hereingelegt hatte, diesen lernte er seinerzeit in Lottes Bar kennen. Brown, der reich zu sein schien, stellte Wieser spontan als Chauffeur an. Nachdem er Wiesers Vertrauen erschlichen hatte, engagierte er ihn, als Strohmann bei Glücksspielen für Brown zu agieren. Das Geld, das Wieser eingesetzt hatte, war Falschgeld, was dieser nicht geahnt hatte. Unterdessen haben die Inspektoren Fichtl und Winter in einem Männerwohnheim einer Schlägerei nach einem Kartenspiel nachzugehen und stoßen dabei darauf, dass auch der einschlägig vorbestrafte Wieser in dem Wohnheim gewohnt hat, aber heute an eine Meldeadresse, zu seiner Freundin Lotte, verzogen ist.
Wieser, der jetzt in der Bar von Lotte arbeitet, sucht Anita Kroner auf, die seinerzeit die Begleitung von Roger Brown war und mittlerweile reich geheiratet hat. Er will von ihr wissen, wo Roger sich jetzt aufhält, doch Anita gibt sich ahnungslos. Sie behauptet, er sei wieder in den USA und sie kenne nur die Nummer von einem Club und eine Postfachadresse von ihm. Er lässt sich die Daten geben, denn er möchte diesen zur Rede stellen, weil Brown ihn als Werkzeug zur Umwandlung von Falschgeld in echtes Geld missbraucht hatte. Anita schickt ihn weg, weil sie mit der Angelegenheit nichts mehr zu tun haben möchte, direkt danach ruft sie allerdings Brown an und drängt auf ein Treffen mit ihm. Er, noch immer in Wien, beschwichtigt sie, dass er ihn umbrächte, wenn er Ärger machen würde. Sie sollten ihren Plan, weiterhin Falschgeld zu verbreiten, weiter umsetzen. Unterdessen hat Pfeifer eine internationale Fahndung nach Brown einleiten lassen. Pfeifer und Fichtl suchen Wieser in der Bar auf und befragen ihn zu Roger Brown, dieser sagt den Beamten, dass er keine Verbindung mehr zu Brown habe, aber deutet an, dass er Rachegefühle gegen Brown hege.
Inspektor Winter sucht Anita auf, diese blockt zunächst ab, gibt dann aber zu, dass sie noch Kontakt zu Roger Brown, der sich jetzt „John Harvey“ nenne und in Kalifornien lebe, habe und nach dem Treffen mit Wieser Brown über dieses informiert habe. Unterdessen trifft Wieser Vorbereitungen für einen Racheplan.  Anita trifft sich erneut mit Brown und erzählt diesem, dass sie die Polizei auf eine falsche Fährte gelockt hat. Trotz ihrer Bedenken beteiligt sie sich weiterhin an seinem Falschgeldplan. Wieser inszeniert unterdessen einen Banküberfall, bei dem er eine beträchtliche Menge Geld erbeutet. Er braucht das Geld, um sich an Brown rächen zu können. Dadurch, dass Wieser eine Rauchbombe in der Bank gezündet hatte, konnte ihn niemand als Täter erkennen. Brown setzt währenddessen einen Postangestellten unter Druck, für ihn das echte Geld aus dessen Kasse gegen Browns Falschgeld auszuwechseln. Anita hat den Filialleiter eines Supermarktes ebenfalls dazu gebracht, echtes in Browns Falschgeld zu tauschen. Wieser kündigt seiner Freundin Lotte gegenüber an, für ein paar Tage zu verschwinden, unterdessen ahnt Fichtl, dass der Überfall mit der Falschgeldgeschichte in Zusammenhang steht. Hofrat Putner unterrichtet Pfeifer darüber, dass enorme Mengen Falschgeld in Umlauf gekommen sind.
Inspektor Winter hat unterdessen herausgefunden, dass der Geldbetrag, der bei der überfallenden Bank als Falschgeld gefunden wurde, von Anita dort einbezahlt wurde und auf ein Nummernkonto überwiesen werden sollte, das auf ihren Namen lautet. Fichtl und Winter suchen Anita auf, die alles abstreitet, und nehmen sie fest. Während der Festnahme entdeckt Fichtl Brown, der die Festnahme beobachtet und notiert sich das Autokennzeichen. Im Präsidium hält Winter Anita vor, dass diese hohe Geldbeträge in geteilten Raten auf das Nummernkonto eingezahlt und jedes Mal die Hälfte auf Browns Konto überwiesen hat und dass das eingezahlte Geld jedes Mal Falschgeld war, Anita schweigt dazu. Sie versucht, Fichtl weißzumachen, dass Brown in Kalifornien sei, doch Fichtl konfrontiert sie mit den zwischenzeitlichen Ermittlungsergebnissen, dass er sich als Lionel Schwartz in Wien aufhält und in einem Hotel in der Innenstadt wohnt. Winter teilt Anita weiterhin mit, dass sie einen Supermarktfilialleiter namens Burger und zwei Geldbriefträger und einen Beamten aus einer Geldwechselstube verhaftet haben, die allesamt gestanden haben, im Auftrag von ihr und Brown versucht haben, Falschgeld im Wert von insgesamt 36 Millionen Schilling unters Volk zu bringen. Anita gesteht daraufhin.
Fichtl und Winter suchen das Hotel auf, in dem Brown abgestiegen ist. Brown flüchtet, als sich die Beamten zu erkennen geben. Er entkommt in ein Haus und von dort auf die Dächer über der Wiener Innenstadt, wo Winter seine Schüsse erwidert und ihn tödlich trifft. Brown hieß in Wirklichkeit Charles Pollack. Wieser liest von Browns Tod am Flughafen in der Zeitung und storniert daraufhin seinen Flug in die USA. Durch die Überprüfung der Aussendungen aus dem überfallenden Postamt kommen Pfeifer und sein Team darauf, dass Wieser im Postamt war und die Beute an sich hat schicken lassen. Sie vermuten allerdings, dass Wieser nach Los Angeles geflogen ist und er ihnen entkommen ist. In diesem Moment allerdings stellt sich Wieser und gesteht den Banküberfall. Er bringt auch die Beute vorbei und gesteht, dass er das Geld für seinen Racheplan gegen Brown gebraucht habe, dieser aber durch dessen Tod gegenstandslos geworden sei. Pfeifer bittet Wieser in sein Büro. Hofrat Putner erreicht beim Untersuchungsrichter, dass wegen Tätiger Reue von einer Untersuchungshaft gegen Wieser abgesehen wird. Da er auf ein Wiederaufnahmeverfahren wegen seiner Verurteilung vor einem Jahr hoffen kann, stehen Wiesers Chancen gut, wegen des Banküberfalls, seiner Reue und seines jetzt stetigen Lebenswandels mit einer Bewährungsstrafe davonzukommen.

## Produktion
Die offene Rechnung war der insgesamt zweite Tatort-Fall um Oberinspektor Pfeifer, allerdings waren nur drei der insgesamt acht Folgen offizielle Tatort-Folgen der ARD-Reihe. Die übrigen wie auch diese Produktion waren alleinige des ORF, diese in Ko-Produktion mit dem Bayerischen Rundfunk. Diese eigenen ORF-Produktionen wurden auch nur in Österreich gezeigt. Die Folge Die offene Rechnung wurde knapp zwei Wochen nach der Erstausstrahlung am 25. Januar 1987 erst- und einmalig vom Bayerischen Rundfunk in Deutschland ausgestrahlt.